# Ini-Dima Okojie
Ini-Dima Okojie (Lagos, 24 de juny de 1990) és una actriu nigeriana. D'origen edo, es va fer famosa a partir del 2014 gràcies al paper de Feyisayo Pepple a la sèrie de televisió Taste of Love. Classificada entre les set millors actrius de Nollywood pel diari nigerià Pulse el 2017, Okojie va rebre un reconeixement internacional el 2020 gràcies a la seva interpretació a la pel·lícula Namaste Wahala de la realitzadora Hamisha Daryani Ahuja que barreja el cinema nigerià amb el de Bollywood.